# クバーニ・コサック軍
クバーニ・コサック軍（ウクライナ語:Кубанське козаче військо；ロシア語:Кубанское казачье войско）は、1860年から1920年までクバーニ地方に存在したコサック軍の一つ。ザポロージャ・コサックの系統を受け継ぐウクライナ系黒海コサック、ドン・コサックの系統を受け継ぐロシア系カフカース防衛線コサック、並びにカフカースの諸民族出身の軍人から編成されていた。ロシア帝国によるカフカース地方の植民地化において先導的役割を果たした。

## 構成

### 黒海衆

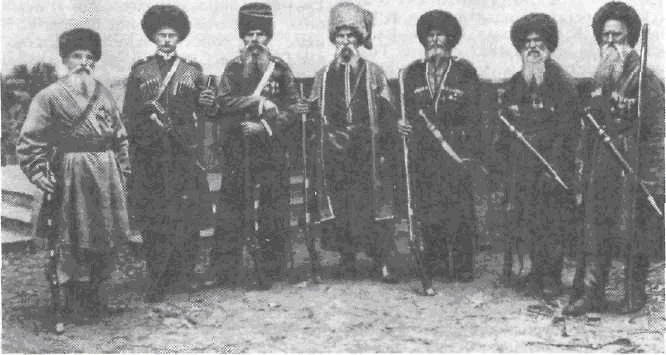
19世紀末のクバーニ・コサック。クバーニ・コサックの軍服を着ているが、真ん中のコサック長老だけが18世紀のウクライナの黒海衆の軍服を着用している。

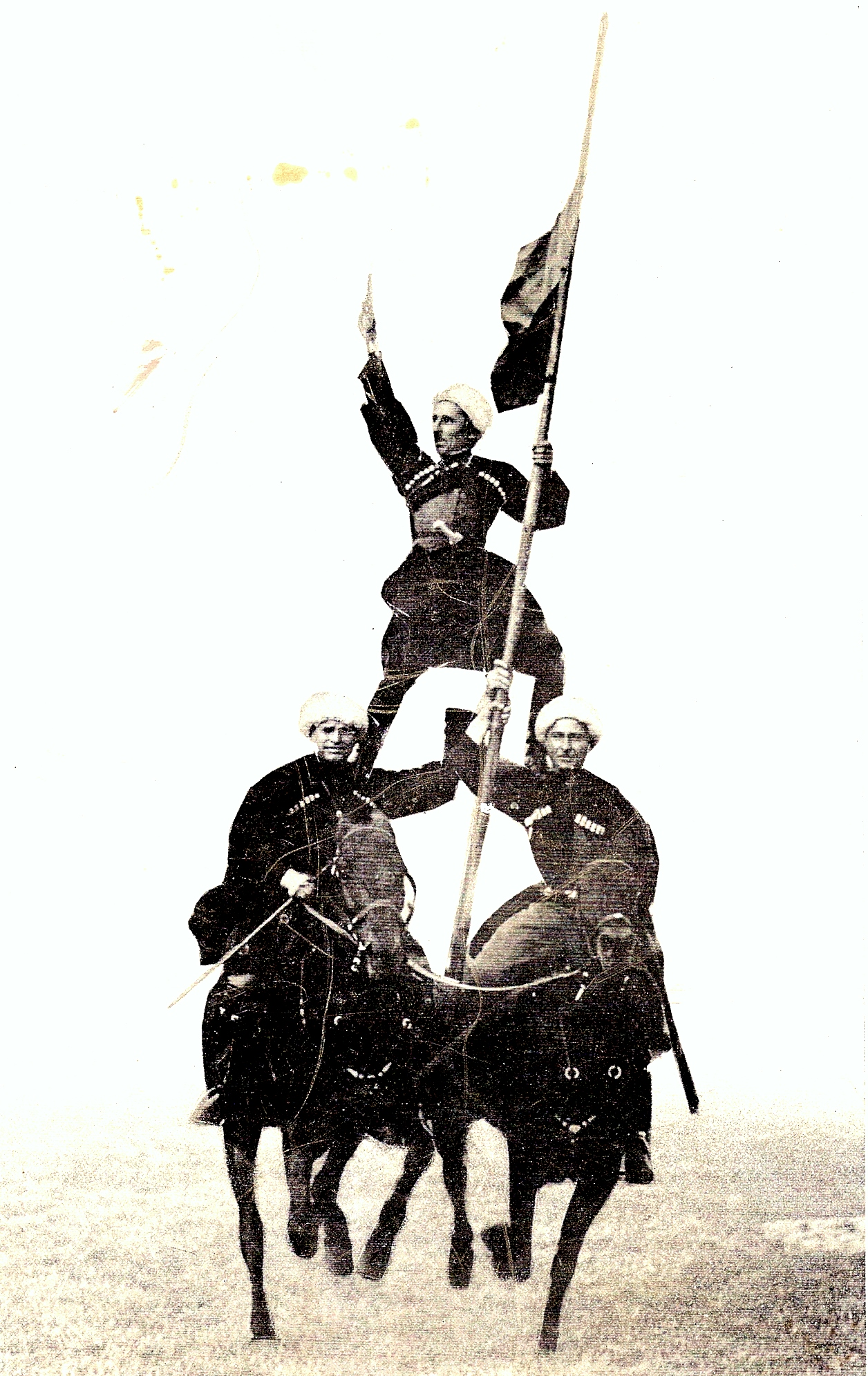
コサックのピラミッド。ウクライナ・コサックに遡る騎馬術。

クバーニ・コサック軍の中枢をなしていたのは、ザポロージャ・コサックの末裔、「黒海衆」とよばれるコサックであった。本来のザポロージャ・コサックは、ドニプロー川の下流、ウクライナ中部に在住しており、18世紀初に自治権を保ちながら、ロシア帝国の保護下に置かれていた。しかし、18世紀後半にロシアがポーランド・リトアニア共和国とクリミア・ハン国を滅ぼすと、ロシア政府はコサックの自治権を侵害しつつウクライナ中部・南部の植民地化政策を実行しはじめた。ロシアの政策に対してコサックは反発したものの、1775年にロシア女帝エカチェリーナ2世はザポロージャ・コサックの本拠地を占領し、コサックの自治権を廃止した。コサックの大部分は帰農させられたが、3割のコサック（5千人）はオスマン帝国の領内、ドナウ川の川口へ逃亡し、1778年にオスマン帝国の保護を受けてドナウ・コサック軍を創立した。1787年に露土戦争が勃発すると、アンチン・ホロヴァーティイ、ザハーリイ・チェプィーハ、スィーヂル・ビールィイといったコサック長老をはじめ、数千人のコサックは、ロシアによるウクライナ・コサック復帰の約束を受け入れてロシア側に寝返り、ロシア政府は彼らをもって「忠義なるザポロージャ・コサック軍」を編成した。翌年、そのコサック軍は「黒海コサック軍」に改名され、1792年にノガイ・タタール人ならびにチェルケス人の居住地域、北カフカースと接しているクバーニ地方へ移住させられ、クバーニ西部の防衛と開発を任された。コサック軍は常にウクライナからの移民によって強化されており、1860年にクバーニにおけるウクライナ系コサックの人口は20万人まで達した。彼らはクバーニ地方の西部と中部（イェセーイ地区、エカテリノダール地区、テムリューク地区）を中心に居住し、ウクライナ語をはじめ、多くのウクライナの風習を守っていた。

### 防衛線衆
クバーニ・コサック軍における二番目の要員は、ドン川の支流、ホピョール川の周辺に居住した、ドン・コサックの一派とされるホピョール・コサックであった。彼らは1696年、露土戦争でロシアのピョートル1世のために戦ったが、1708年に反ロシアのブラーヴィンの乱に参加にしたことによってピョートル1世から弾圧を受けて滅亡した。18世紀半ばにホピョール・コサックはロシア帝国によって再編成されてカフカースへ移住され、スタヴロポリ要塞を建設してカフカースの現地民と戦った。更に、このコサックは1828年にクバーニ地方、クバーニ川の上流へ移住され、1832年にカフカース防衛線コサック軍に改名され、「防衛線衆」と呼ばれるようになった。1860年に彼らは黒海コサック軍と共にクバーニ・コサック軍へ再編成され、クバーニ東部（カフカース地区、ラビン地区、マイコープ地区、バタルパシャー地区）を中心に住んでいた。

### その他
クバーニ・コサック軍には「黒海衆」と「防衛線衆」の他に「付加コサック」という両グループに属さない者もいた。彼らの中には、自由農民、陸軍の旧将兵、カフカースの諸民族の代表（チェルケス人、チェチェン人など）などが含まれていた。

## 組織

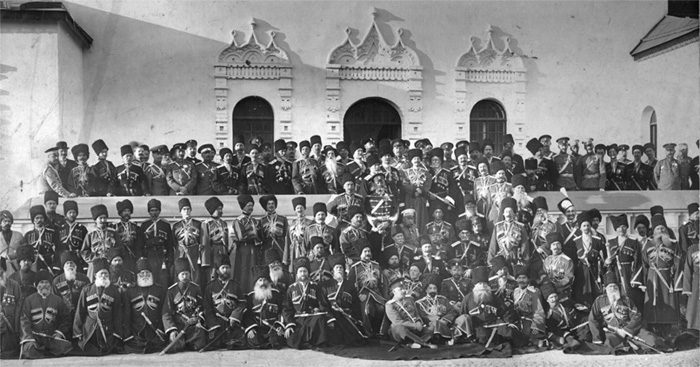
クバーニ・コサックからなるロシア皇帝の親衛隊。

ロシア帝国におけるクバーニ・コサックは、他のコサックと同様に農業を営み、軍役の義務がある非課税階級をなしていた。クバーニ・コサック軍の棟梁はコサックが選挙する軍のオタマン（大将）であったが、19世紀後半にはロシア皇帝が任命する任命オタマン兼クバーニ州知事となった。その任命オタマンは州内の地区のオタマンたちを任命し、地区のオタマンたちはコサック集落（スタヌィーツャとフーチル）の選任オタマンたちを部下にしていた。集落の最高機関は集落会であり、その集落会でオタマン・副オタマン・裁判官・書記官・大蔵官といった集落役員が選ばれた。コサックは軍役の他に交代制で郵便役、道路・橋の修理役、警備役、警察役などを務めた。
1914年の直前には、クバーニ・コサック軍の人口は、約500の集落に居住する130万人のコサックとコサックの家族の一員（クバーニの人口の4割）からなっていた。また、クバーニ・コサック軍はクバーニ州とともに7つの地区（オトデール）に分かれていた。
- イェセーイ地区
- エカテリノダール地区
- テムリューク地区
- カフカース地区
- ラビン地区
- マイコプ地区
- バタルパシャー地区

## 歴史

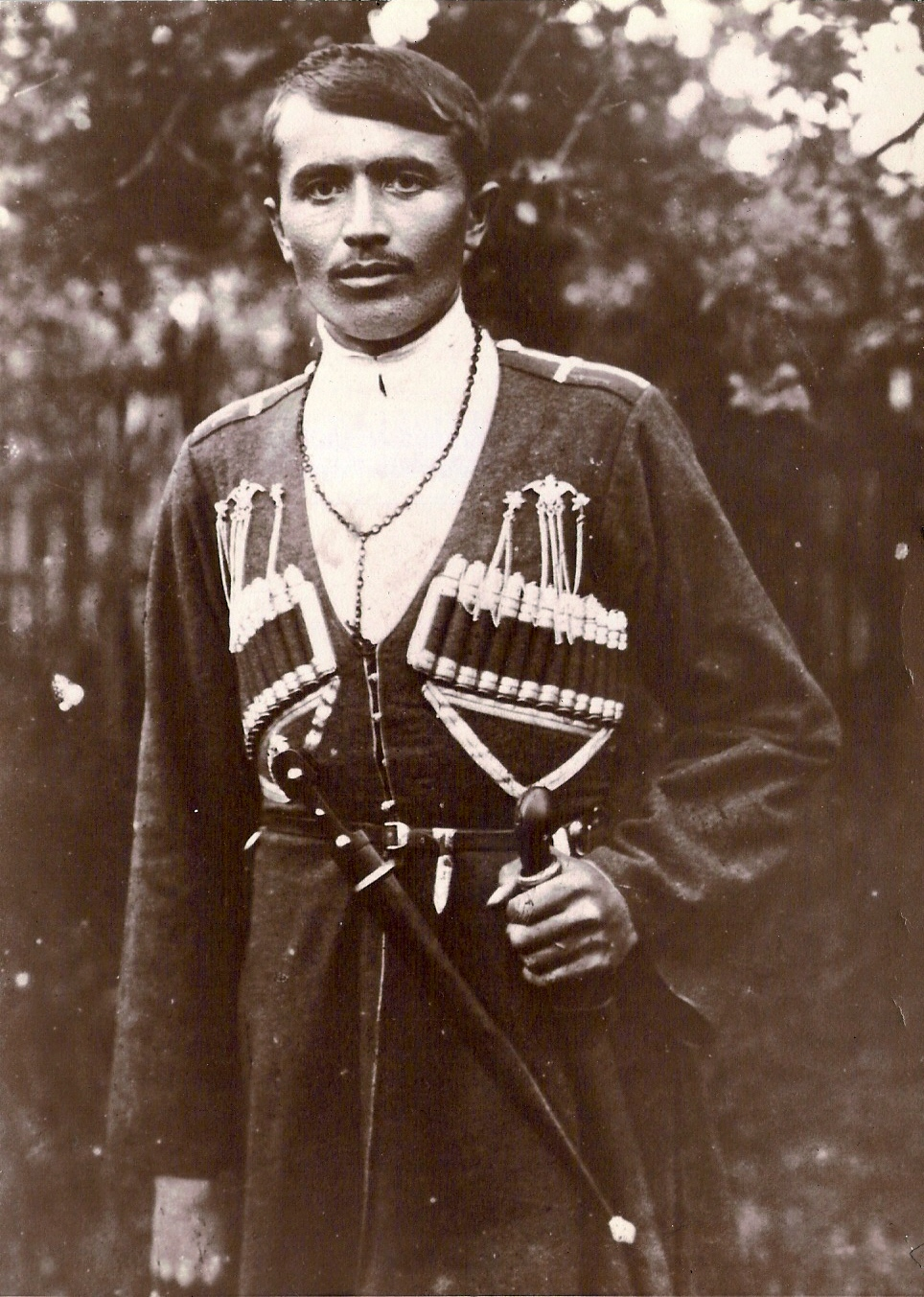
クバーニ・コサックの軍服はカフカースの山民の民族衣装に由来する。このような軍服は、カフカースに住むクバーニとテレクのコサックのみが身に着けることが許されていた。

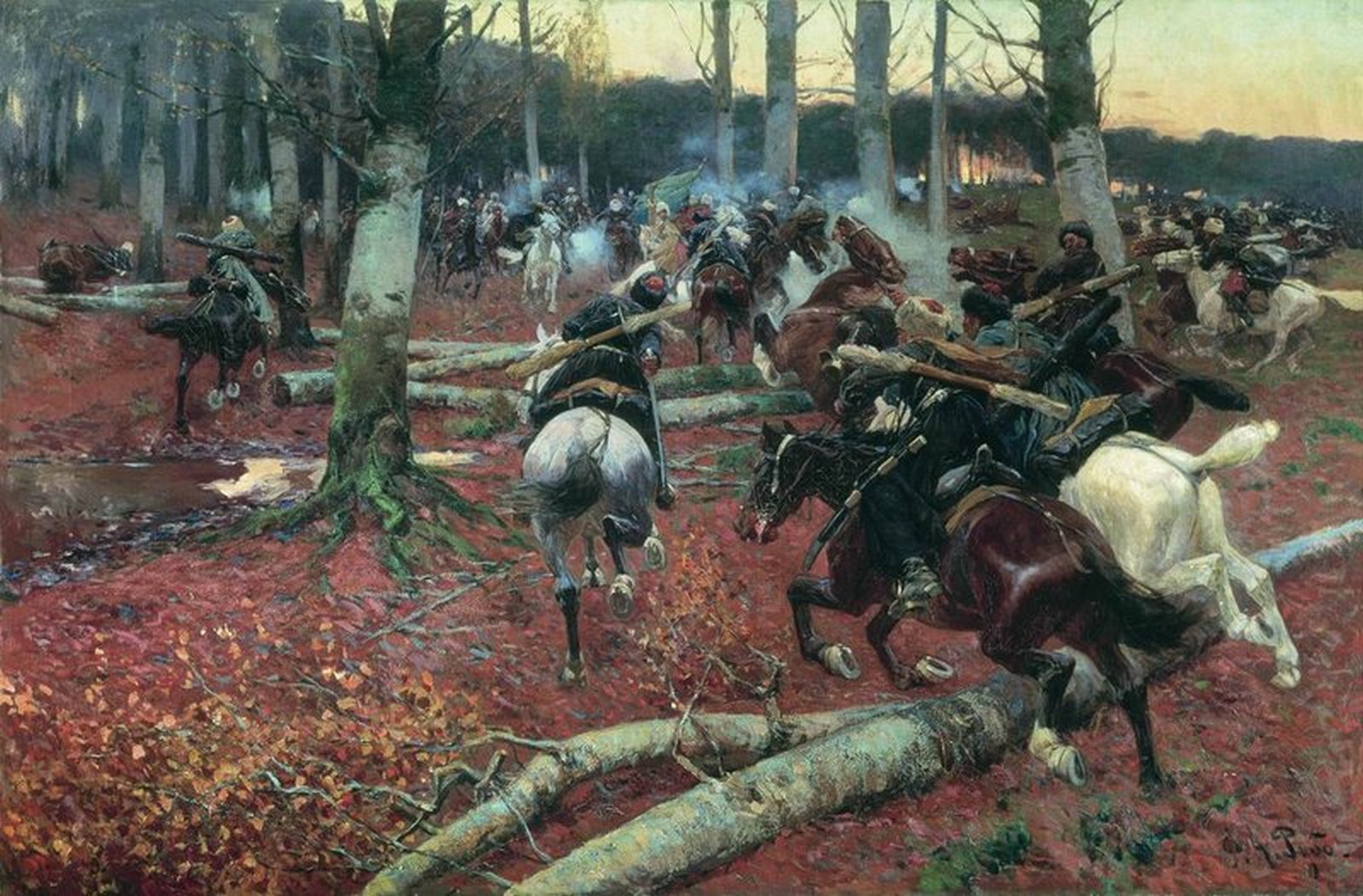
カフカース戦争。クバーニ・コサック対チェチェン人。

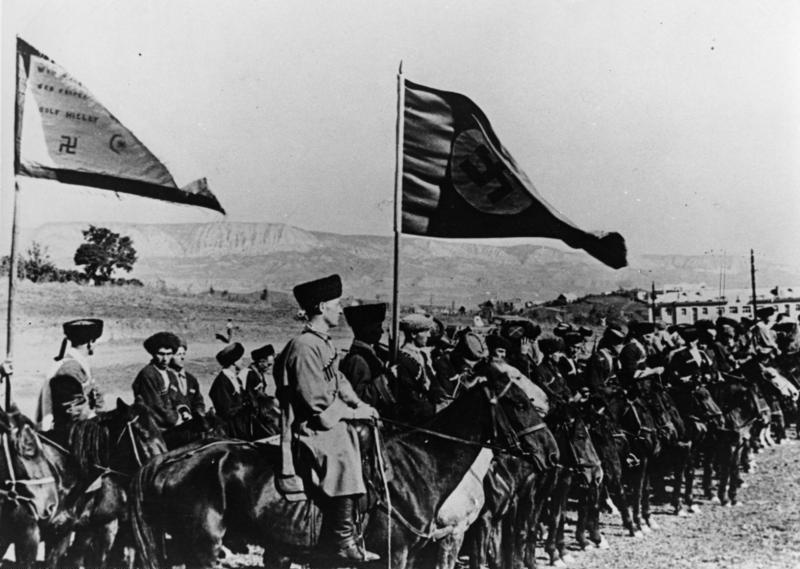
ドイツ軍下のクバーニ・コサック。

### 18世紀
- 1792年：黒海衆がクバーニのタマン半島に移住する
- 1793年：黒海衆がエカテリノダールを創立する。
- 1794年：黒海衆はポーランド人によるコシチュシュコの蜂起の弾圧に参加する。
- 1796年：黒海衆はペルシア遠征に参加する。コサック軍の過半数は病死・餓死する。
- 1797年：黒海衆は独断でペルシア遠征から帰陣する。

### 19世紀
- 1806年 - 1812年：黒海衆（4つの連隊）はロシア・トルコ戦争に参加する。
- 1812年 - 1814年：黒海衆（第9歩兵連隊、第1混合騎兵連隊、黒海親衛百人隊）はナポレオン戦争に参加する。
- 1826年 - 1828年：黒海衆（2つの騎兵連隊、1つの騎馬砲兵中隊、1つの特別五百人隊）はロシア・ペルシア戦争に参加する。
- 1828年 - 1829年：黒海衆はロシア・トルコ戦争に参加し、アナパ要塞を攻撃する。
- 1830年 - 1831年：黒海衆（2つの騎兵連隊）はポーランド人による蜂起の弾圧に参加する。
- 1832年：カフカース防衛線コサック軍（防衛線衆）が編成される
- 1832年 - 1853年：黒海衆・防衛線衆がカフカーズ戦争に参加する。
- 1853年 - 1856年：黒海衆はクリミア戦争に参加し、英仏軍によるクバーニ占領の防止に成功する。黒海衆の2つの歩兵大隊はセバストポリ防衛戦に参加する。
- 1856年 - 1864年：黒海衆・防衛線衆はカフカーズ戦争に参加する。
- 1860年：黒海衆・防衛線衆は再編成され、クバーニ・コサック軍となる。軍の構成は、22の騎兵連隊、3つの騎兵中隊、13の歩兵大隊、5つの砲兵大隊。
- 1865年：クバーニ・コサック軍はカフカース戦争に参加したことの褒章としてりゲオルギー軍旗を賜る。
- 1873年：クバーニ・コサック軍は中央アジアのヒヴァ汗国の討伐に参加する。
- 1877年 - 1878年：クバーニ・コサック軍はロシア・トルコ戦争に参加する（シプカ峠の戦い（英語版）、バヤゼット防衛戦（英語版）-英: Defence of Doğubeyazıt、カルスの戦い（英語版）、アブハジアにおける諸戦）。
- 1881年：クバーニ・コサック軍（3つの連隊）はトルクメン人のギョクデペ要塞を陥落させる。（ギョクデペの戦い）

### 日露戦争
- 1904年 - 1905年：クバーニ・コサック軍は日露戦争に参加した。

軍は6142人の騎兵、2132人の歩兵、300人の砲兵をロシア側に出した。
1904年12月にクバーニ・コサックはA・ネポクープヌィイ大佐が率いる第1エカテリノダール・コサック連隊と、V・アクーロフ大佐が率いる第1ウーマニ・コサック連隊に編成され、カフカス・コサック混合師団に加えられた。また、師団の他に6つの大隊からなる第2クバーニ歩兵旅団も編成された。この旅団はM・マルティーノフ大将が指揮した。
1905年2月にクバーニ・コサックは満州へ出発し、4月に目的地に達した。到着後、いくつかの小競り合いに参加した。

### 第一次世界大戦
- 1914年：クバーニ・コサック軍は1万9千人のコサックまで達する。軍の構成は、11の騎兵連隊と1つの騎兵小軍団、2つの親衛百人隊、6つの歩兵大隊、5つの砲兵大隊、12つの小隊と1つの警察百人隊。
- 1914年 - 1918年：クバーニ・コサック軍は第一次世界大戦に参加する。4年間の内に約9万人のコサックは、37の騎兵連隊、1つの特別コサック軍団、2つの親衛百人隊、24の歩兵大隊、24つの特別歩兵大隊、6つの砲兵大隊、51の混合百人隊、12つの小隊を構成し、軍役に服した。

### ロシア革命と内戦
- 1917年 - 1918年：ロシア革命とロシア帝国崩壊に伴い、クバーニ・コサック軍内の分裂が生じる。黒海衆はクバーニ・ラーダを設置してクバーニの独立を目指す。一方、防衛線衆はロシアの白軍となって大ロシアの復帰を求める。

### クバーニの独立とソ連への編入
- 1918年 - 1920年：クバーニ・コサック軍が支配するクバーニ地方において、クバーニ・ラーダはクバーニの独立を宣言し、エカテリノダールを首都とするクバーニ人民共和国が成立する。ウクライナ国との連邦案を宣言する。
- 1920年：クバーニ人民共和国は赤軍によって滅ぼされ、クバーニ・コサック軍は廃止される。クバーニ・コサックの富裕層は欧米へ逃亡する。
- 1920年 - 1933年：共産党政権によるコサック根絶政策が実行される。ソ連の秘密警察によって数万人のコサックとコサックの家族が射殺され、あるいはシベリア収容所へ移される。
- 1932年 - 1933年：ホロドモール。共産党政権が計画的な飢饉により多数のコサックの餓死させる。クバーニにおけるウクライナ系共同体が強い打撃を受ける。
- 1936年：共産党政権は非コサック人口（赤軍の将兵、秘密警察の将兵、現地の農民など）より赤クバーニ・コサック軍を編成し始める。入隊条件によると、ロシア革命期に赤軍と戦ったコサックとその子孫は赤コサック軍に加わることが厳禁。

### 第二次世界大戦
- 1941年 - 1945年：第二次世界大戦においてクバーニ・コサックはナチス・ドイツ軍に味方し、ドイツ軍の下に二つのコサック騎兵軍団に編成される。一方、ソ連側はコサックの寝返りを防止するために赤クバーニ・コサック軍団を編成して戦争で活躍させる。

### ソ連崩壊以後
- 1990年：ソビエト連邦の崩壊期にクバーニ地域においてコサック復帰運動が始まる。クバーニ郷史研究会を中心に「クバーニ・コサック軍」という民間組織が成立する。当組織のメンバーは1990年代以後に勃発したチェチェン紛争やロシア・グルジア戦争などでロシアの正規軍を援助している。2008年から組織の「軍長」はクラスノダール地方の副知事となっている。